# Shemar Moore
Shemar Franklin Moore (Oakland, California; 20 de abril de 1970) es un actor y exmodelo estadounidense. Sus papeles notables son como Malcolm Winters en The Young and the Restless de 1994 al 2005, Derek Morgan en Mentes criminales de CBS desde 2005 al 2016, como el tercer presentador de Soul Train de 1999 al 2003, y Daniel "Hondo" Harrelson en S.W.A.T. desde el 2017 hasta la actualidad.

## Primeros años
Moore nació en Oakland, California, hijo de Marilyn Wilson, consultora de negocios, y Sherrod Moore. El padre de Moore es afrodescendiente y su madre, que nació en Roxbury, Massachusetts, es de ascendencia irlandesa y franco-canadiense. Su madre, que tiene una licenciatura en matemáticas, trabajó como maestra en Bahrain y Dinamarca. Moore se mudó con ella a Dinamarca siendo un bebé, y luego a Baréin, cuando tenía cuatro años, donde asistió a una escuela privada británica hasta la edad de siete años. Su abuela es de la ciudad de Quebec, Canadá. Moore cita disturbios civiles, las relaciones interraciales siendo tabú, y el racismo en los EE. UU. en la década de 1970 como parte de la razón de que su madre se trasladó al extranjero con él. Volviendo a los Estados Unidos en 1977, la familia se trasladó a Chico, California, donde su madre trabajaba en una clínica, antes de trasladarse más tarde a Palo Alto. Shemar Moore se graduó en Gunn High School en Palo Alto. Asistió a Santa Clara University, especializándose en comunicaciones y en arte teatral, modelando para pagar sus cuentas. Su madre ahora vive en Redondo Beach, California, donde él la visita de vez en cuando.

## Carrera
Moore interpretó el papel de Malcolm Winters en The Young and the Restless durante ocho años. En noviembre de 2004, regresó a The Young and the Restless después de haber planeado originalmente abandonar el programa, pero al cabo de unos meses volvió recurrente y salió en septiembre de 2005. En 2007, dijo, «Mi tiempo está hecho en Y&R. Hice ocho años sólidos como Malcolm». Cuando Susan Lucci ganó un Emmy largamente esperado para la actriz principal excepcional en una serie de drama en los Premios Daytime Emmy en 1999, Moore lo anunció exclamando, «la raya ha terminado... Susan Lucci!».
Él fue el anfitrión de la versión sindicada de la serie Soul Train de 2000 hasta 2003, y apareció en el largometraje de 2001 The Brothers. Él retrató al detective Jesse Reese en la serie de televisión Birds of Prey de 2002 a 2003. Moore interpretó el papel de Emery Simms en la película de 2004  Motives junto a Vivica Fox y Golden Brooks, y tuvo un papel secundario en la película Diary of a Mad Black Woman. También apareció en la comedia romántica The Seat Filler con Kelly Rowland y Duane Martin.
En 2005, Moore comenzó a interpretar a Derek Morgan en Mentes criminales, apareciendo en el séptimo piloto. En este año también firmó con DNA Model Management en New York. Moore apareció en la edición de marzo de 2009 de la revista Men's Fitness. Moore dejó  Mentes criminales después de once temporadas y 251 episodios, en el episodio 18 de la undécima temporada, «A Beautiful Disaster», el 23 de marzo de 2016. En 2017 inició su participación en la serie estadounidense S.W.A.T., en la que interpreta al Sargento II Daniel «Hondo» Harrelson.

## Vida personal
En enero de 2023 anunció que estaba esperando su primer hijo, con su novia, Jesiree Dizon. Ese mismo mes anunció su nacimiento.

## Filmografía

### Cine
| Año  | Título                             | Rol                       | Notas            |
| ---- | ---------------------------------- | ------------------------- | ---------------- |
| 1997 | Hav Plenty                         | Chris                     |                  |
| 1998 | Butter                             | Freddy Roland             |                  |
| 2001 | The Brothers                       | Terry White               |                  |
| 2004 | Motives                            | Emery Simms               | Video            |
| 2004 | Greener                            | Ricky Johnson             |                  |
| 2005 | The Seat Filler                    | Trent                     |                  |
| 2005 | Diary of a Mad Black Woman         | Orlando                   |                  |
| 2007 | Motives 2                          | Emery Simms               | Video            |
| 2013 | Kill Me, Deadly                    | Bill                      |                  |
| 2014 | Justice League: War                | Victor Stone/Cyborg       | Directo a video  |
| 2015 | Justice League: Throne of Atlantis | Victor Stone/Cyborg       | Directo a video  |
| 2016 | The Bounce Back                    | Matthew Taylor            | También director |
| 2016 | Justice League vs. Teen Titans     | Victor Stone/Cyborg (voz) | Directo a video  |
| 2022 | Sonic 2, la película               | Randall Handel            |                  |
| 2024 | Sonic 3, la película               | Randall Handel            |                  |

### Televisión
| Año             | Título                                       | Rol                               | Notas                                                                                      |
| --------------- | -------------------------------------------- | --------------------------------- | ------------------------------------------------------------------------------------------ |
| 1995            | Living Single                                | Jon Marc                          | Episodio: «The Last Temptation»                                                            |
| 1994–2005 2014  | The Young and the Restless                   | Malcolm Winters                   | Role held: May 1994 – February 2002; November 2004 – September 2005; September 10–11, 2014 |
| 1996            | The Jamie Foxx Show                          | Elister                           | Episodio: «Kiss & Tell»                                                                    |
| 1997            | The Nanny                                    | Malcolm Winters, Shemar Moore     | Episodio: «The Heather Biblow Story»                                                       |
| 1997            | Arliss                                       | Sammy Stilton                     | Episodio: «How To Be a Good Listener»                                                      |
| 1998            | Chicago Hope                                 | Bobby Barrett                     | Episodio: «Waging Bull»                                                                    |
| 1998            | Mama Flora's Family                          | Lincoln Fleming                   | Telefilme                                                                                  |
| 1999            | Moesha                                       | Earl Thomas                       | Episodio: «Had to Be You»                                                                  |
| 1999            | For Your Love                                | Dakota Collins                    | Episodio: «Baby Boom»                                                                      |
| 1999            | Malcolm & Eddie                              | Ty                                | Episodio: «Won't Power»                                                                    |
| 2000            | How to Marry a Billionaire: A Christmas Tale | Jason Hunt                        |                                                                                            |
| 2002–2003       | Birds of Prey                                | Jesse Reese                       | Elenco principal (13 episodios)                                                            |
| 2003            | Chasing Alice                                |                                   | TV Movie                                                                                   |
| 2004            | Nikki and Nora                               |                                   | TV Movie                                                                                   |
| 2004            | Reversible Errors                            | Collins Farwell                   | TV Movie                                                                                   |
| 2004            | Half & Half                                  | Amani Love                        | Episodio: «The Big Good Help Is Hard to Find Episode»                                      |
| 2005–2016, 2017 | Mentes criminales                            | Derek Morgan                      | Elenco principal; temps. 1–11 Estrella Especial Invitada; Temp. 12 y 13 (253 episodios)    |
| 2017-           | S.W.A.T.                                     | Sargento Daniel «Hondo» Harrelson | Elenco principal                                                                           |

## Premios y nominaciones
| Año  | Asociación             | Categoría                                      | Trabajo                    | Resultado |
| ---- | ---------------------- | ---------------------------------------------- | -------------------------- | --------- |
| 1996 | Premios Daytime Emmy   | Outstanding Younger Actor in a Drama Series    | The Young and the Restless | Nom       |
| 1996 | Image Awards           | Outstanding Actor in a Daytime Drama Series    | The Young and the Restless | Nom       |
| 1997 | Image Awards           | Outstanding Actor in a Daytime Drama Series    | The Young and the Restless | Nom       |
| 1997 | Daytime Emmy Awards    | Outstanding Younger Actor in a Drama Series    | The Young and the Restless | Nom       |
| 1998 | Image Awards           | Outstanding Actor in a Daytime Drama Series    | The Young and the Restless | Ganador   |
| 1999 | Image Awards           | Outstanding Actor in a Daytime Drama Series    | The Young and the Restless | Ganador   |
| 2000 | Image Awards           | Outstanding Actor in a Daytime Drama Series    | The Young and the Restless | Ganador   |
| 2000 | Daytime Emmy Awards    | Outstanding Supporting Actor in a Drama Series | The Young and the Restless | Ganador   |
| 2001 | Image Awards           | Outstanding Actor in a Daytime Drama Series    | The Young and the Restless | Ganador   |
| 2002 | Image Awards           | Outstanding Actor in a Daytime Drama Series    | The Young and the Restless | Ganador   |
| 2005 | Image Awards           | Outstanding Actor in a Daytime Drama Series    | The Young and the Restless | Ganador   |
| 2005 | Black Reel Awards      | Best Actor, Independent Film                   | Motives                    | Nom       |
| 2006 | Image Awards           | Outstanding Actor in a Daytime Drama Series    | The Young and the Restless | Ganador   |
| 2006 | Image Awards           | Outstanding Actor in a Motion Picture          | Diary of a Mad Black Woman | Nom       |
| 2014 | Image Awards           | Outstanding Actor in a Drama Series            | Criminal Minds             | Nom       |
| 2015 | Image Awards           | Outstanding Actor in a Drama Series            | Criminal Minds             | Ganador   |
| 2016 | People's Choice Awards | Favorite Crime Drama TV Actor                  | Criminal Minds             | Nom       |